# Макарцево
Мака́рцево (рос. Макарцево) — селище у складі Верховазького району Вологодської області, Росія. Входить до складу Верхівського сільського поселення.

## Населення
Населення — 194 особи (2010; 307 у 2002).
Національний склад (станом на 2002 рік):
- росіяни — 97 %